# الشاكر (أسماء الله الحسنى)
الشاكر من أسماء الله الحسنى على وزن فعول بصيغة المبالغة ، ومن أسماء الله الحسنى أيضًا الشكور ، ومعناه :الذي يزكو عنده القليل من أعمال العباد فيضاعف لهم الجزاء، فشكره لعباده مغفرته لهم.

## في القرآن الكريم
قد ورد في القرآن الكريم مرتين:
- في قوله تعالى:﴿وَمَنْ تَطَوَّعَ خَيْراً فَإِنَّ اللَّهَ شَاكِرٌ عَلِيمٌ﴾ سورة البقرة:158
- وفي قوله: ﴿وَكَانَ اللَّهُ شَاكِرًا عَلِيمًا﴾ سورة النساء:147

## في السنة النبوية
ورد معنىٰ شكر الله في الحديث: «قال رسول الله ﷺ :بينما رجل يمشي بطريق وجد غصن شوك على الطريق فأخره، فشكر الله له فغفر له»

## الأقوال في معناه
- قال السعدي : «من أسمائه تعالى الشاكر الشكور : وهو الذي يشكر القليل من العمل الخالص النقي النافع، ويعفو عن الكثير من الزلل ولا يضيع أجر من أحسن عملا بل يضاعفه أضعافا مضاعفة بغير عد ولا حساب، ومن شكره أنه يجزي بالحسنة عشرة أمثالها إلى سبعمائة ضعف إلى أضعاف كثيرة، وقد يجزي الله العبد على العمل بأنواع من الثواب العاجل قبل الآجل، وليس عليه حق واجب بمقتضى أعمال العباد وإنما هو الذي أوجب الحق على نفسه كرما منه وجودا، والله لا يضيع أجر العاملين به إذا أحسنوا في أعمالهم وأخلصوها لله تعالى[4]»
- قال الزجاج:[5] «الشكور من أسماء الله عز وجل - وكذلك الشاكر- معناه: أنه يزكو عنده القليل من الأعمال، فيضاعف لهم به الجزاء وكأن الشكر من الله تعالى هو إثابته الشاكر على شكره، فجعل ثوابه للشكر وقبوله للطاعة شكرا على طريقة المقابلة كما قال عز اسمه:

﴿فَمَنِ اعْتَدَى عَلَيْكُمْ فَاعْتَدُوا عَلَيْهِ بِمِثْلِ مَا اعْتَدَى عَلَيْكُمْ﴾سورة البقرة:194»
- قال ابن عباس في تفسير قوله تعالى: ﴿الْحَمْدُ لِلَّهِ الَّذِي أَذْهَبَ عَنَّا الْحَزَنَ إِنَّ رَبَّنَا لَغَفُورٌ شَكُورٌ﴾: «غفر لهم الكثير من السيئات، وشكر لهم اليسير من الحسنات»[6]

## وصف العبد الشاكر
وصف الشاكر قد يُطلق على العبد شاكر النعمة، فوصف النبي إبراهيم في القرآن بهذا الوصف سورة النحل ﴿إِنَّ إِبْرَاهِيمَ كَانَ أُمَّةً قَانِتًا لِلَّهِ حَنِيفًا وَلَمْ يَكُ مِنَ الْمُشْرِكِينَ ۝١٢٠ شَاكِرًا لِأَنْعُمِهِ اجْتَبَاهُ وَهَدَاهُ إِلَى صِرَاطٍ مُسْتَقِيمٍ ۝١٢١﴾ سورة النحل:120-121.

### عبادة الشكر
تحدث العديد من الآيات في القرآن الكريم عن أن الشكر لله عبادة، وعن جزاء الشاكرين، منها:
- قال تعالي في سورة الأعراف:﴿ثُمَّ لَآتِيَنَّهُمْ مِنْ بَيْنِ أَيْدِيهِمْ وَمِنْ خَلْفِهِمْ وَعَنْ أَيْمَانِهِمْ وَعَنْ شَمَائِلِهِمْ وَلَا تَجِدُ أَكْثَرَهُمْ شَاكِرِينَ ۝١٧﴾ [الأعراف:17].
- قال تعالي في سورة إبراهيم:﴿وَإِذْ تَأَذَّنَ رَبُّكُمْ لَئِنْ شَكَرْتُمْ لَأَزِيدَنَّكُمْ وَلَئِنْ كَفَرْتُمْ إِنَّ عَذَابِي لَشَدِيدٌ ۝٧﴾.
- قال تعالي في سورة إبراهيم:﴿وَلَقَدْ أَرْسَلْنَا مُوسَى بِآيَاتِنَا أَنْ أَخْرِجْ قَوْمَكَ مِنَ الظُّلُمَاتِ إِلَى النُّورِ وَذَكِّرْهُمْ بِأَيَّامِ اللَّهِ إِنَّ فِي ذَلِكَ لَآيَاتٍ لِكُلِّ صَبَّارٍ شَكُورٍ ۝٥﴾ [إبراهيم:5].